# Créteil – Université
Créteil – Université – stacja linii nr 8 metra w Paryżu. Stacja znajduje się w gminie Créteil. Została otwarta 10 września 1974 roku.